# ليزلي ثورنتون
ليزلي ثورنتون (بالإنجليزية: Leslie Thornton)‏ هي رسامة ومخرجة أمريكية، ولدت في 1951 في نوكسفيل في الولايات المتحدة.